# Idaea teutoburgensis
Idaea teutoburgensis är en fjärilsart som beskrevs av Schultz. 1936. Idaea teutoburgensis ingår i släktet Idaea och familjen mätare. Inga underarter finns listade i Catalogue of Life.